# Frederic von Rosenberg

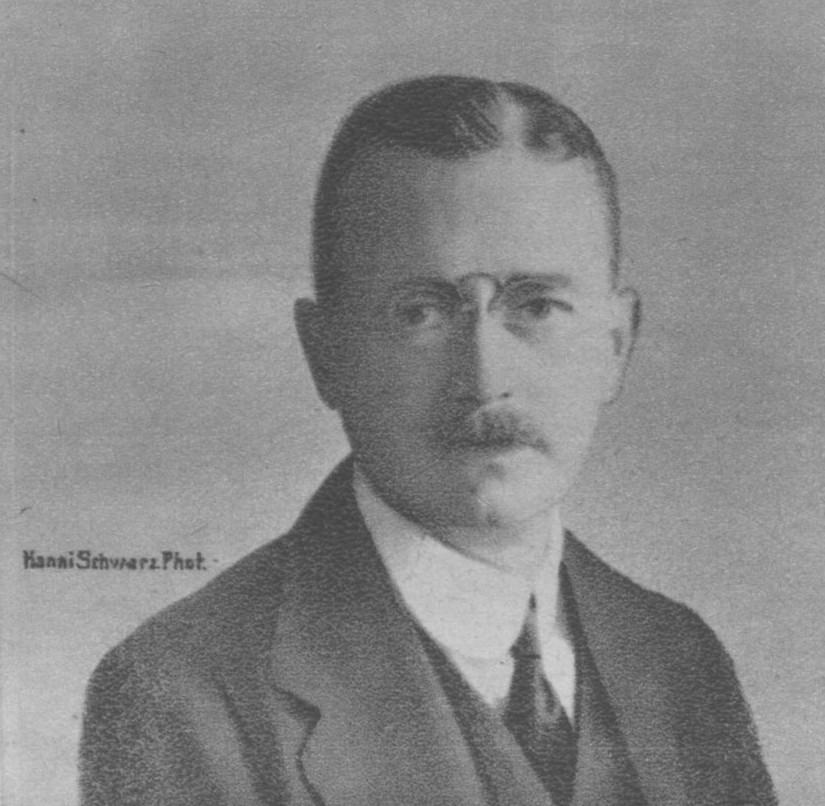
Frederic von Rosenberg, 1918

Frederic v. Rosenberg als Bonner Preuße

Frederic Hans von Rosenberg (* 26. Dezember 1874 in Berlin; † 30. Juli 1937 in Fürstenzell) war ein deutscher Diplomat und Politiker. Er war 1922/23 Reichsaußenminister unter Reichskanzler Wilhelm Cuno. 

## Leben
Rosenberg war ein Sohn des Generalmajors Johann von Rosenberg (1844–1913). Er besuchte das Friedrich-Wilhelms-Gymnasium (Berlin), die Stadtschule in Wismar, das Großherzogliche Gymnasium Carolinum (Neustrelitz) und das Königliche Wilhelms-Gymnasium in Königsberg. Nach dem Abitur begann er an der Rheinischen Friedrich-Wilhelms-Universität Rechts- und Kameralwissenschaften zu studieren. 1894 wurde er im Corps Borussia Bonn recipiert. Als Inaktiver wechselte er an die Universität Genf und die Friedrich-Wilhelms-Universität zu Berlin. Zum Dr. iur. promoviert, war er als Diplomat in Antwerpen und Berlin tätig. Er war Mitglied der deutschen Delegation und Mitunterzeichner des Friedensvertrag von Brest-Litowsk. Er leitete 1918/19 die politische Abteilung im Auswärtigen Amt. Er war 1920/21 deutscher Gesandter in Wien und 1921/22  in Kopenhagen.

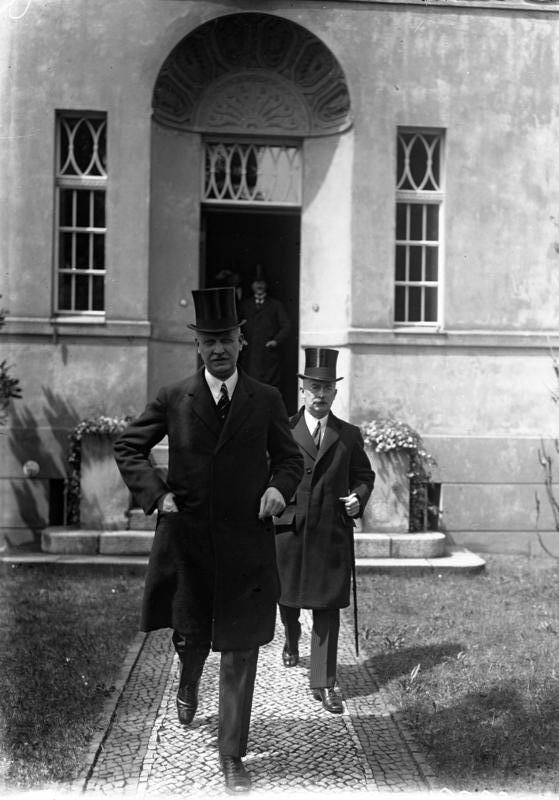
Wilhelm Cuno (vorne) und Frederic von Rosenberg im Juni 1923

Am 22. November 1922 wurde er zum Reichsminister des Auswärtigen in das Kabinett Cuno berufen. In einer Rede vor dem Reichstag (Weimarer Republik) signalisierte er am 16. April 1923 die deutsche Bereitschaft zur Wiederaufnahme der wegen der Ruhrbesetzung eingestellten Reparationen. Mit dem Rücktritt des Kabinetts schied er im August 1923 aus der Reichsregierung aus. 1924 wurde er Gesandter in Stockholm. Von 1933 bis 1935 war er Botschafter in Ankara.
Er heiratete am 5. November 1900 in Kassel Marie Luise Henriette Theremin (1880–1958), eine Tochter des Generalleutnants Charles Philipp Theremin. Das Paar hatte einen Sohn und vier Töchter.